# Adriana Suminska
Adriana Suminska, född 16 december 2005 i Krāslava är en lettisk längdskidåkare och rullskidåkare, och en del av det lettiska längdlandslaget. Till skillnad från många andra lettiska längdåkare som är renodlade sprintspecialister åker Suminska generellt bättre på distans och kan hantera både klassisk och fri teknik.

## Karriär
Suminska inledde sin internationella karriär genom att köra ett antal FIS-sanktionerade tävlingar i Litauen efter jul 2021. Tillsammans med landslagskollegorna Linda Kaparkaleja och Adriana Osmane deltog hon i European Youth Olympic Festival i italienska Sappada i slutet av januari 2023. Hennes bästa placering var en fyrtioandra plats i prologen till sprintfinalen, vilket inte räckte till att ta sig vidare. Suminska körde dock alla distanser under spelen. Två veckor senare i Priekuļi knep hon sin första medalj i nationella mästerskap då hon blev tvåa i 10 kilometer masstart i klassisk stil bakom Kitija Auzina. Suminska skulle senare komma att göra sin VM-debut då hon deltog i Världsmästerskapen i nordisk skidsport 2023 i slovenska Planica. Hon blev sjuttioetta i sprintprologen och tog sig således inte till final och åttiofemma i 10 kilometer i fri stil med individuell start.
Under somrarna tävlar Suminska som de flesta andra lettiska åkare flitigt i rullskidor och sommaren 2023 tog hon några framskjutna placeringar.
Vintern 2024 kom den andra nationella medaljen då hon tog ett brons i 5 kilometer i fri stil med individuell start. Hon skulle även ha ställt upp i sprinten i Juniorvärldsmästerskapen i nordisk skidsport 2024 i Planica, men blev diskvalificerad eftersom det funnits för mycket rester av fluor under hennes skidor vilket sedan säsongen 2023/2024 är förbjudet. Hon ställde även upp i 10 kilometer klassiskt där hon blev sextiosjua och var en del av det lettiska lag som slutade på sjuttonde plats av tjugotvå deltagande lag i mixedstafetten. I juniormästerskapen 2025 i Schilpario kom Suminska inte till start i sprinten. Hon blev sextiosexa på 10 kilometer i fri stil med individuell start, i en tävling där väderförhållandena orsakade väldigt märkliga resultat. I mixedstafetten bidrog Suminska till en lettisk sextonde plats av tjugoen deltagande lag, på en klassisk sträcka.
Tre dagar innan Världsmästerskapen i nordisk skidsport 2025 i Trondheim avgjordes de lettiska mästerskapen i Sigulda. Där lyckades Suminska knipa ett brons i sprinten, som gick i fri stil.
Suminska blev uttagen att köra VM en andra gång. Hon blev åttiotvåa i sprintprologen, och därmed utslagen. Suminska följde upp det med en sjuttiofemte plats över 10 kilometer i klassisk stil med individuell start, samt en sextonde plats i damstafetten där hon fick gå andra sträckan.